# Myospila setosissima
Myospila setosissima är en tvåvingeart som beskrevs av John Richard Vockeroth 1972. Myospila setosissima ingår i släktet Myospila och familjen husflugor. Inga underarter finns listade i Catalogue of Life.